# Francesco Negri (photographe)
Pour les articles homonymes, voir Negri et Francesco Negri (explorateur).
Francesco Negri, né à Tromello le 18 décembre 1841 et mort à Casale Monferrato le 21 décembre 1924, est un photographe italien.

## Biographie
Francesco Negri est né à Tromello dans la Plaine du Pô en Lombardie, alors dans le royaume lombard-vénitien, fils d'Angelo Negri et de Maria Magnaghi, dans une famille bourgeoise. Il fait ses études secondaires à Vigevano, puis obtient un diplôme de droit en 1861 à Turin, année où il s'installe à Casale Monferrato. Il devient maire de cette ville.
Negri est reconnu non seulement comme photographe pictorialiste, mais aussi pour ses travaux en macrophotographie, pour ses inventions dans le domaine des téléobjectifs, et, dans la lignée de Louis Ducos du Hauron, pour ses photographies en couleur.

## Collections
- Bibliothèque de Casale Monferrato[2].

## Expositions
- 2004, Modène.
- 2006, Casale Monferrato, Museo Civico[3].